# Plumaje

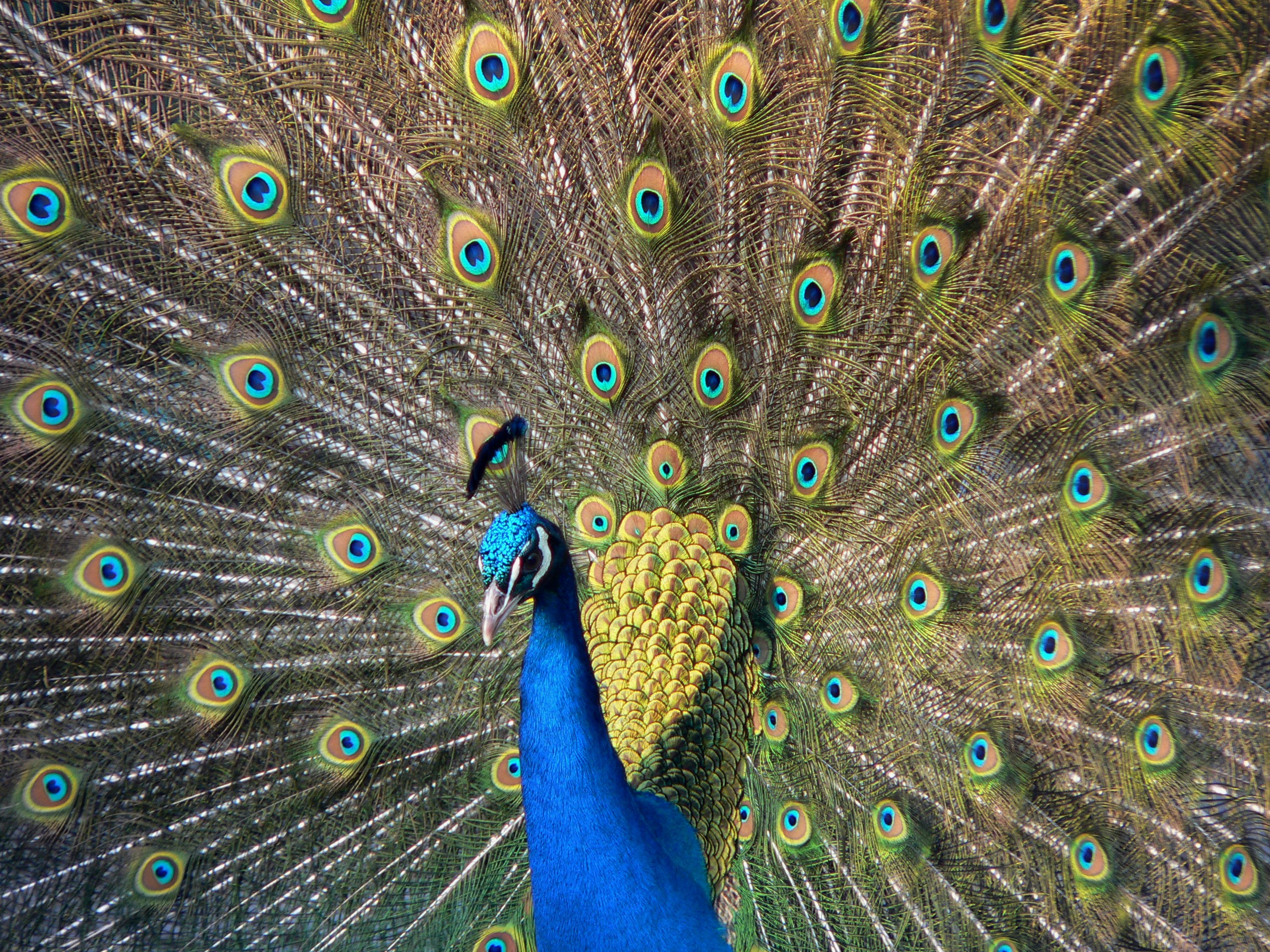
Pavo real durante el cortejo.

El plumaje en las aves se refiere al conjunto de plumas que recubre el cuerpo de estos animales. Las plumas, además de formar la superficie sustentadora del ala y proteger al animal del agua y del frío, presentan otras funciones. Cuando hablamos de plumaje en ornitología, hablamos de una determinada característica en las distintas especies; de hecho, cada especie y subespecie de ave presenta un plumaje diferente, atendiendo a patrones tan concretos como el modelo de plumas, la disposición de las mismas sobre el animal y el color de estas. El plumaje se usa por tanto para identificar, distinguir y estudiar a las aves, aportando mucha información específica sobre cada individuo, puesto que dentro de cada especie y subespecie el plumaje también suele variar entre las diferentes edades, sexos y estaciones del año, e incluso puede ser indicador de enfermedades.

## Muda del plumaje
Casi todas las aves adultas de las diferentes especies mudan su plumaje al menos anualmente, es decir, pierden y reemplazan todas sus plumas una vez al año, y lo hacen generalmente después de la temporada de cría. Algunas especies también mudan sus plumas antes de la época de cría, dando lugar a un plumaje más brillante, muy colorido, surgiendo así un fuerte dimorfismo sexual con el fin atraer a la hembra; por ejemplo, la mayoría de las especies anátidas (patos) mudan su plumaje dos veces al año. Este plumaje brillante de los machos desaparece después de aparearse, dando lugar al denominado plumaje de eclipse que les otorga una apariencia de hembra adulta, y dura así, según la especie, desde dos semanas hasta varios meses
Otras especies de gran tamaño, como los albatros o los buitres, llegan a prolongar la caída de las plumas de las alas y cola (plumas de vuelo) hasta los tres años.
A menudo, la gran mayoría de especies de aves migradoras mudan el plumaje antes de la emigración otoñal, por lo que pierden sus plumas viejas, desgastadas por el esfuerzo físico y las inclemencias del tiempo, para dar lugar a otras nuevas con las que afrontar mejor su largo viaje.

## Plumaje nupcial y no nupcial
El plumaje juega un papel muy importante en la reproducción de las aves, por lo que muchas especies varían su plumaje según sea época de cría o no. El plumaje nupcial es llamativo y colorido y lo consiguen las aves (en la mayor parte de los casos machos) por medio de una muda primaveral (otoñal en los patos) o por abrasión.
El plumaje no nupcial es mucho más discreto y mimético que el llamativo plumaje reproductivo.

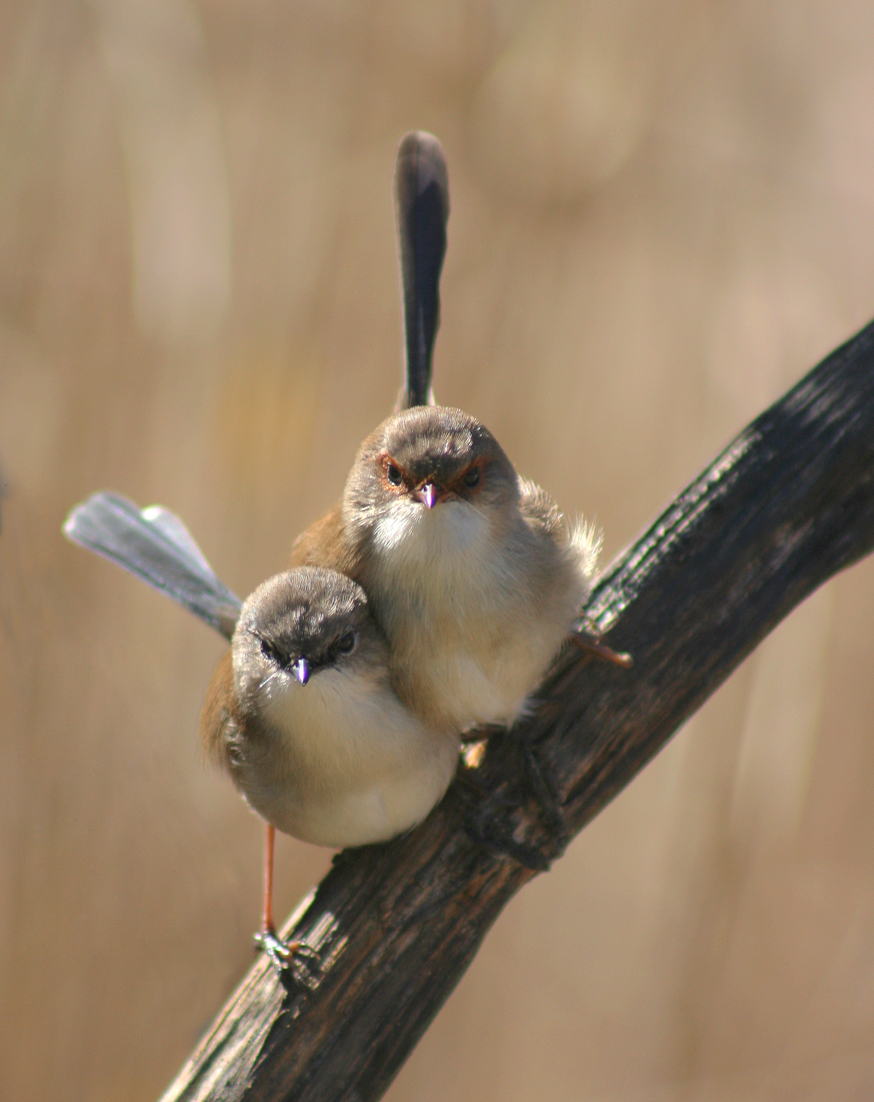
Pareja de Malurus cyaneus, el macho con plumaje no nupcial (arriba) está casi igual que la hembra, sólo con el pico más oscuro.
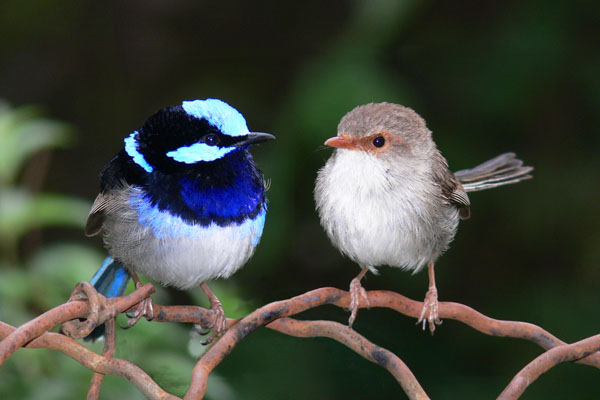
Pareja de Malurus cyaneus en época de apareamiento con plumajes totalmente diferentes.

## Plumaje de eclipse

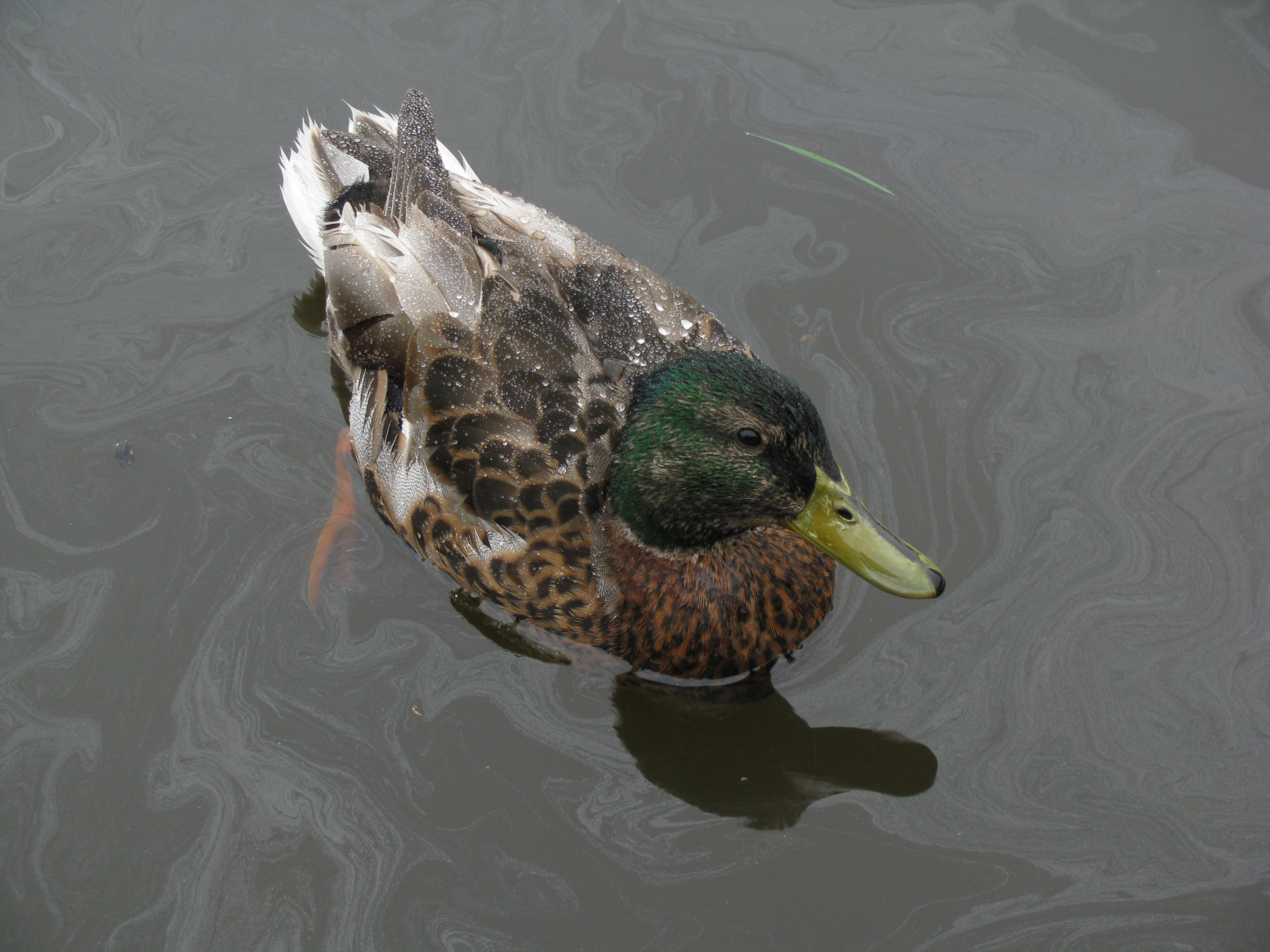
Macho de azulón en eclipse.
Es muy corriente entre los machos de las anátidas con dimorfismo sexual presentar plumajes muy diferentes según sea temporada de cría o no.

El plumaje de eclipse es aquel que presentan los machos de muchas especies de patos tras la época de cría, en verano, al mudar las plumas de vuelo, por lo que no pueden volar hasta que terminan de renovar el plumaje. Como en esos momentos son mucho más vulnerables, el plumaje de eclipse se caracteriza por ser críptico y bastante similar al de las hembras, en claro contraste con el plumaje nupcial que lucían en la época de cría. Según la terminología de Humphrey-Parkes el plumaje de eclipse, como los demás plumajes post-reproductivos, se denomina plumaje básico. 

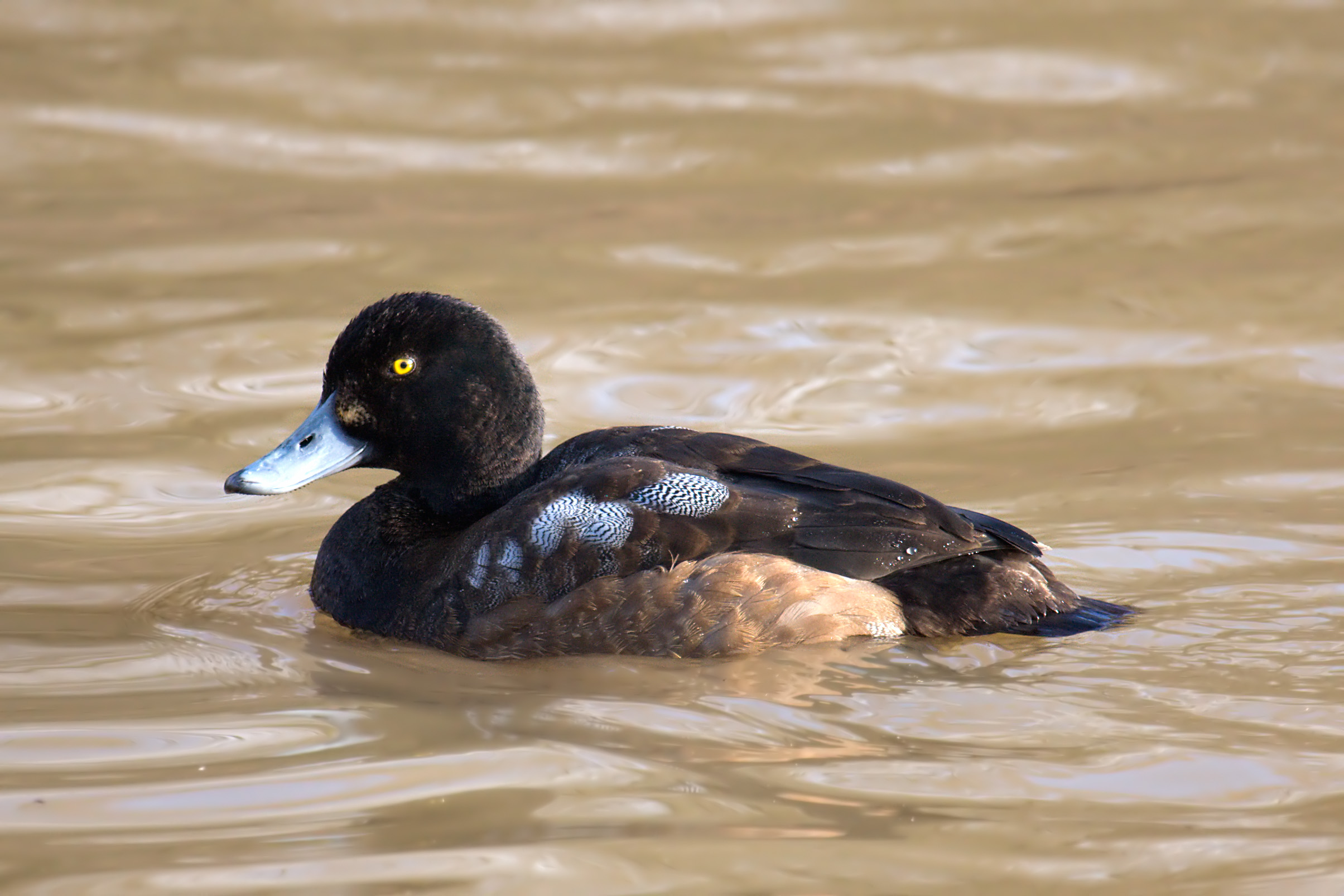
Macho de porrón bastardo en eclipse.
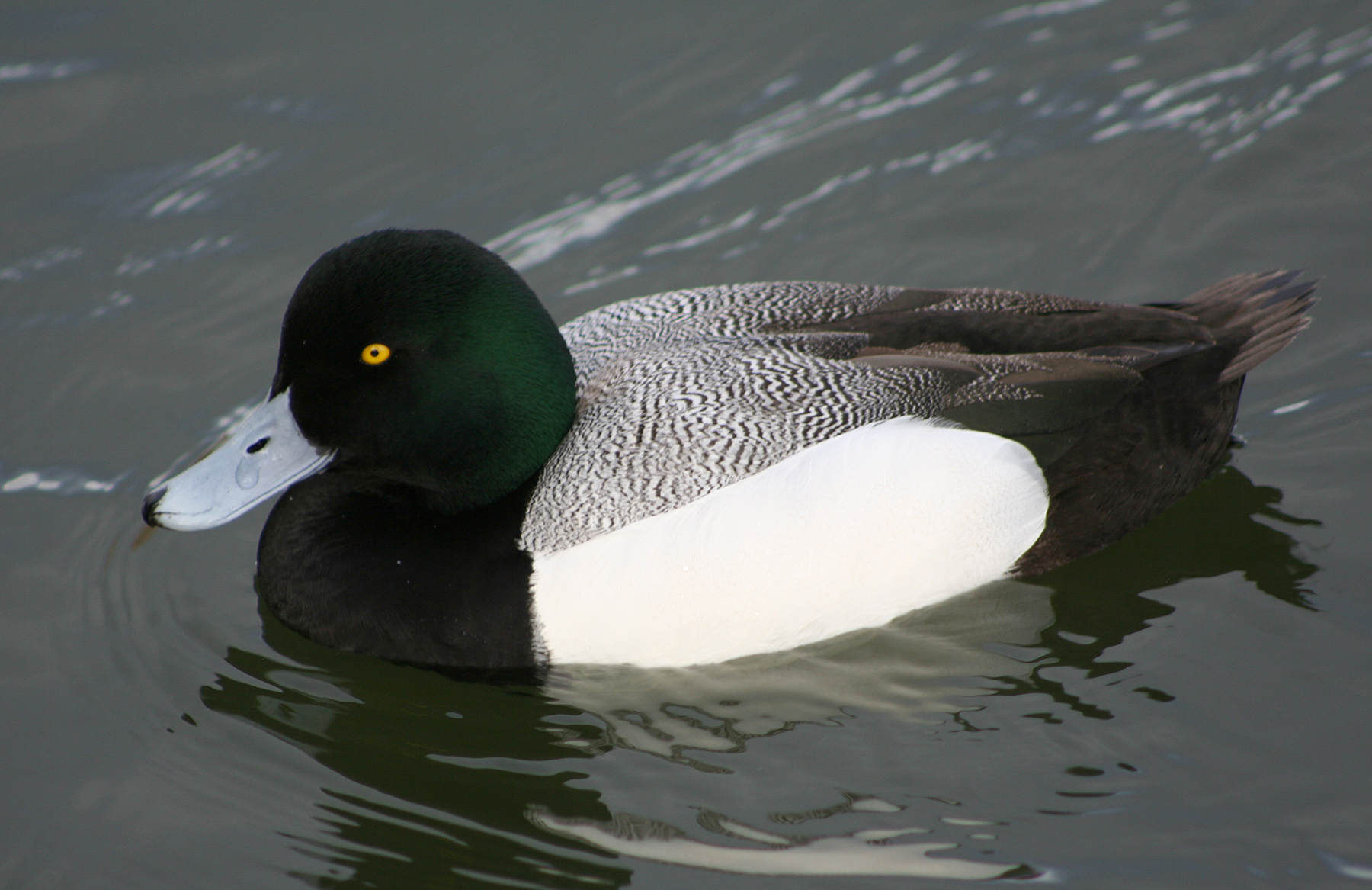
Macho de porrón bastardo con plumaje reproductivo.

## Ornamentalidad y exhibición
En las aves su plumaje puede representar un gran atractivo, apreciado en todos los aspectos por el hombre, aunque evidentemente no siendo ornamental con este fin. 
El color del plumaje representa atracción sexual, siendo el macho quien ostenta la mayor belleza, puesto que es él quien tendrá que ganarse a la hembra. Aunque en ocasiones el plumaje no solo entra en el juego del cortejo por su colorido, sino también por su forma, generalmente con plumas de adorno en la cresta de muy diversas formas y disposiciones, así como en la cola, pudiendo entrar a formar parte activa del ritual de cortejo y apareamiento de forma muy dinámica, como es el caso (entre otros) del pavo real, que es capaz de crear un amplio y colorido abanico con las plumas de su cola.
Además de para el cortejo, los machos también exhiben su plumaje para intimidar a otros, compitiendo así tanto por las hembras como por el territorio.

## Camuflaje
Muchas aves presentan un plumaje críptico que les permite pasar desapercibidas ante sus predadores, hecho que en ocasiones se apoya por las posibles y determinadas posturas que puedan adoptar para lograr confundirse con el entorno, como es el caso de las avetoros (garzas del género Botaurus), que permanecen inmóviles cuando el peligro les acecha, para asemejarse a los juncos circundantes, levantando sus cuellos rayados y apuntando sus largos picos hacia el cielo.
El camuflaje no solo sirve para ocultarse de predadores, sino que algunas aves lo usan para acechar a sus presas sin ser vistas, como es el caso del gavilán común (Accipiter nisus) que, colocado a la sombra en alguna rama, puede divisar a su presa con la ventaja de otorgarle menor margen de maniobra. 

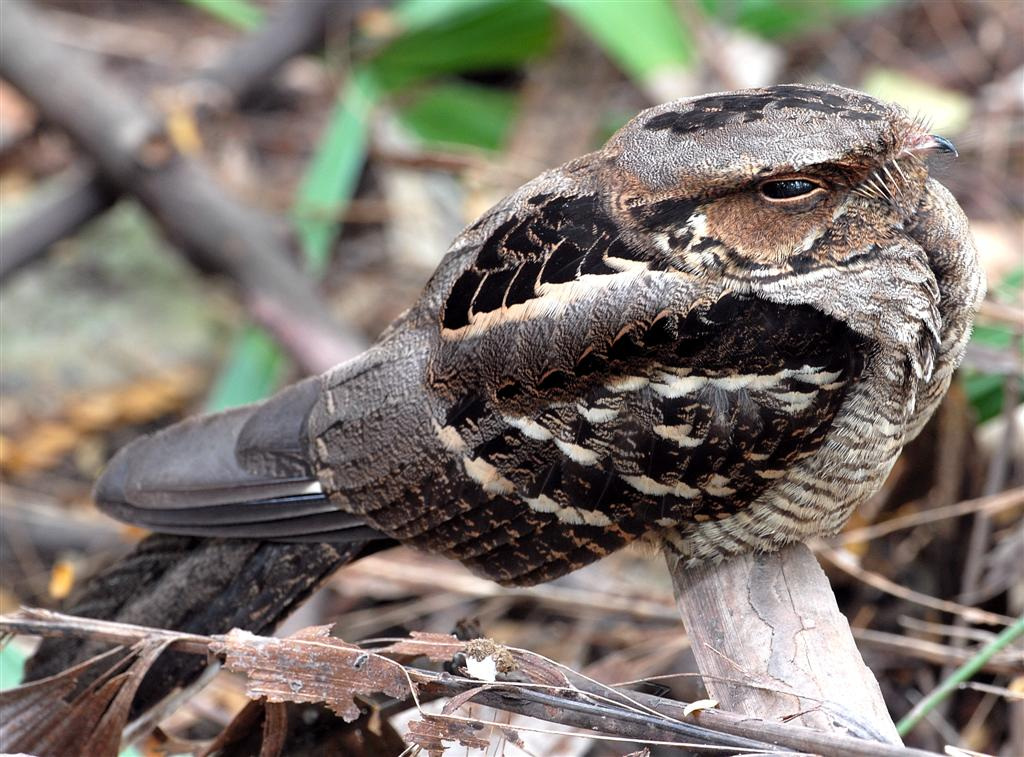
Chotacabras de cola larga (Caprimulgus macrurus)
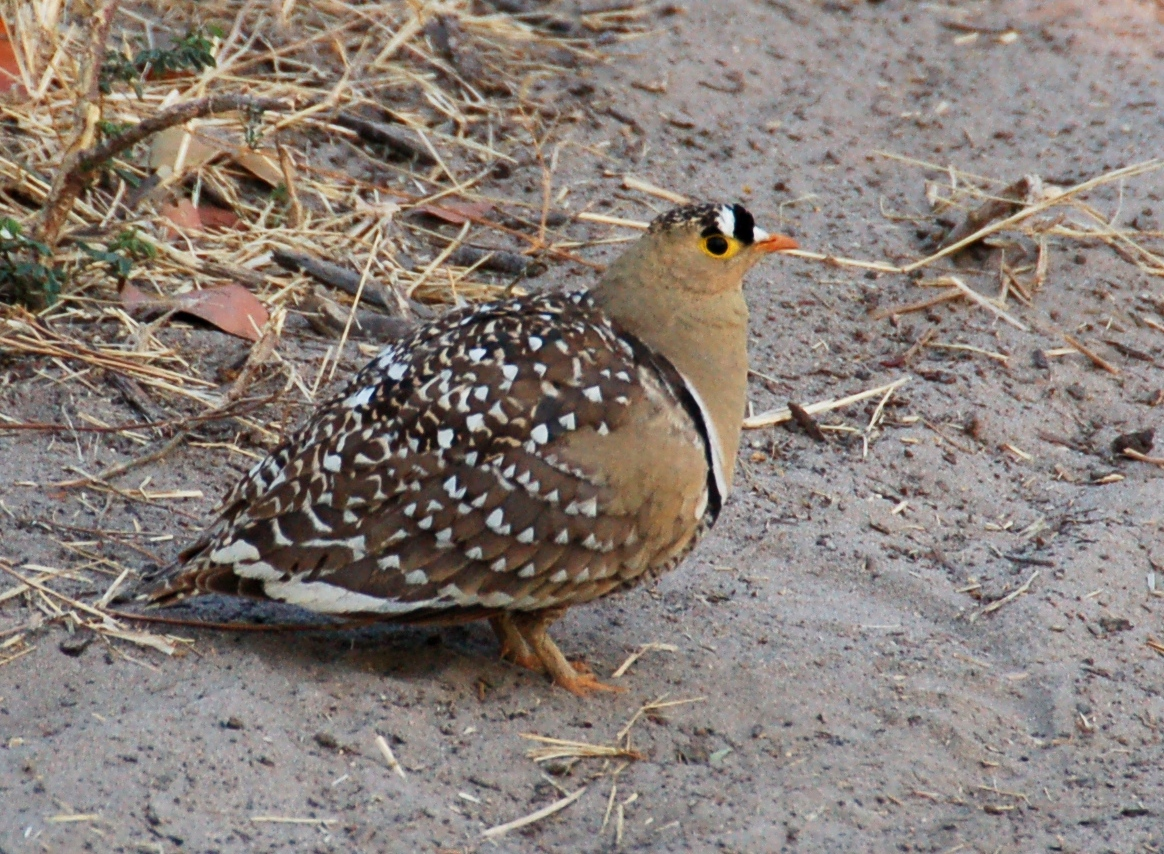
Ganga bicinta (Pterocles bicinctus)
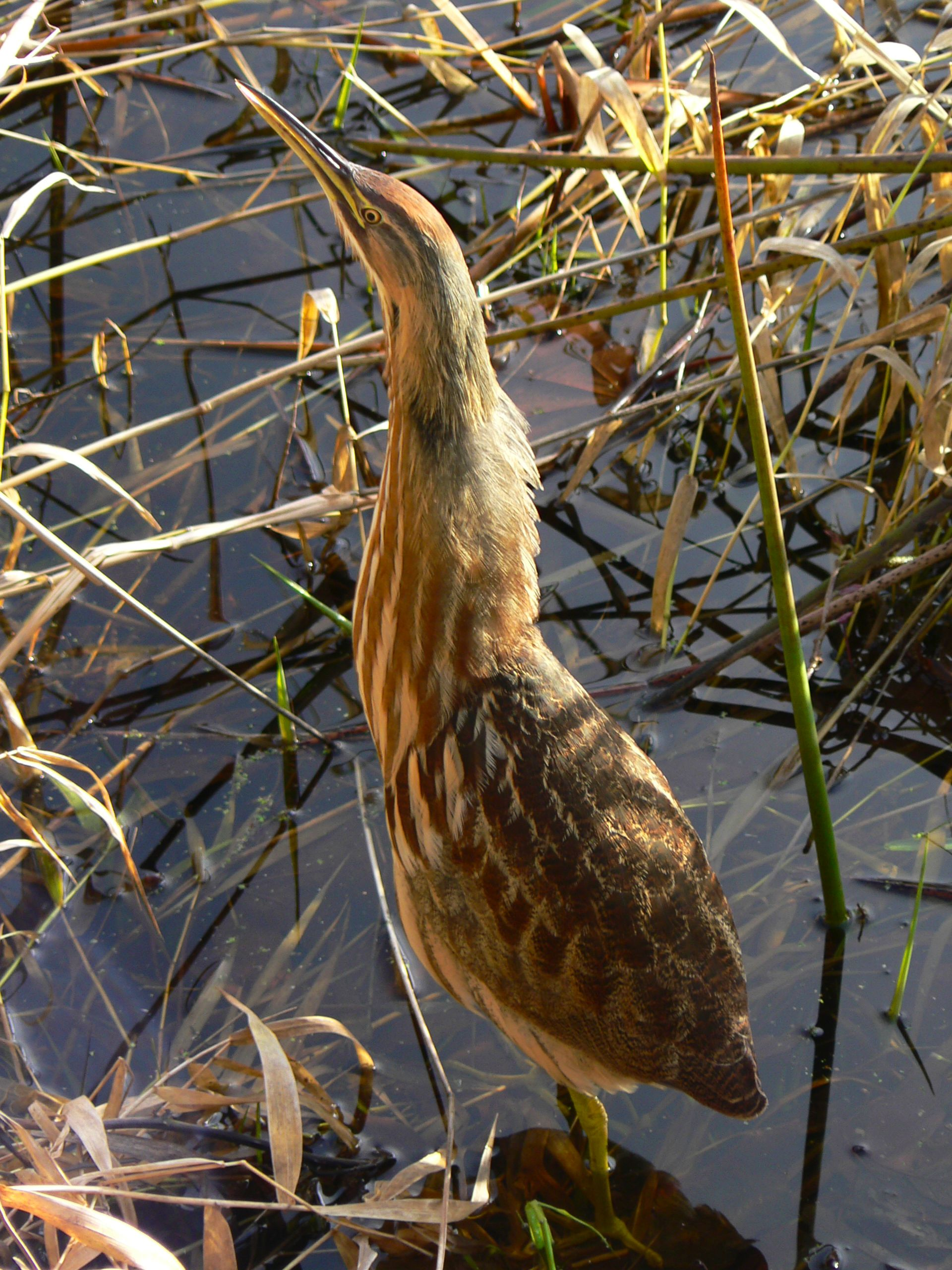
Avetoro americano (Botaurus lentiginosus)
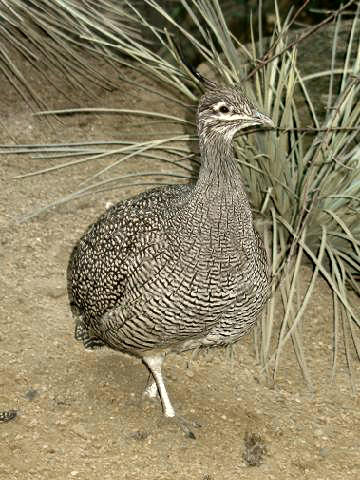
Perdiz crestada (Eudromia elegans)